# Blackwell in the Peak
Blackwell in the Peak est une paroisse civile et un village du Derbyshire, en Angleterre.